# تشارلي جاكوبس
تشارلي جاكوبس (بالإنجليزية: Charlie Jacobs)‏ هو شخصية أعمال أمريكي، ولد في 16 سبتمبر 1971 في بوفالو في الولايات المتحدة.